# Quecksilberdampfgleichrichter

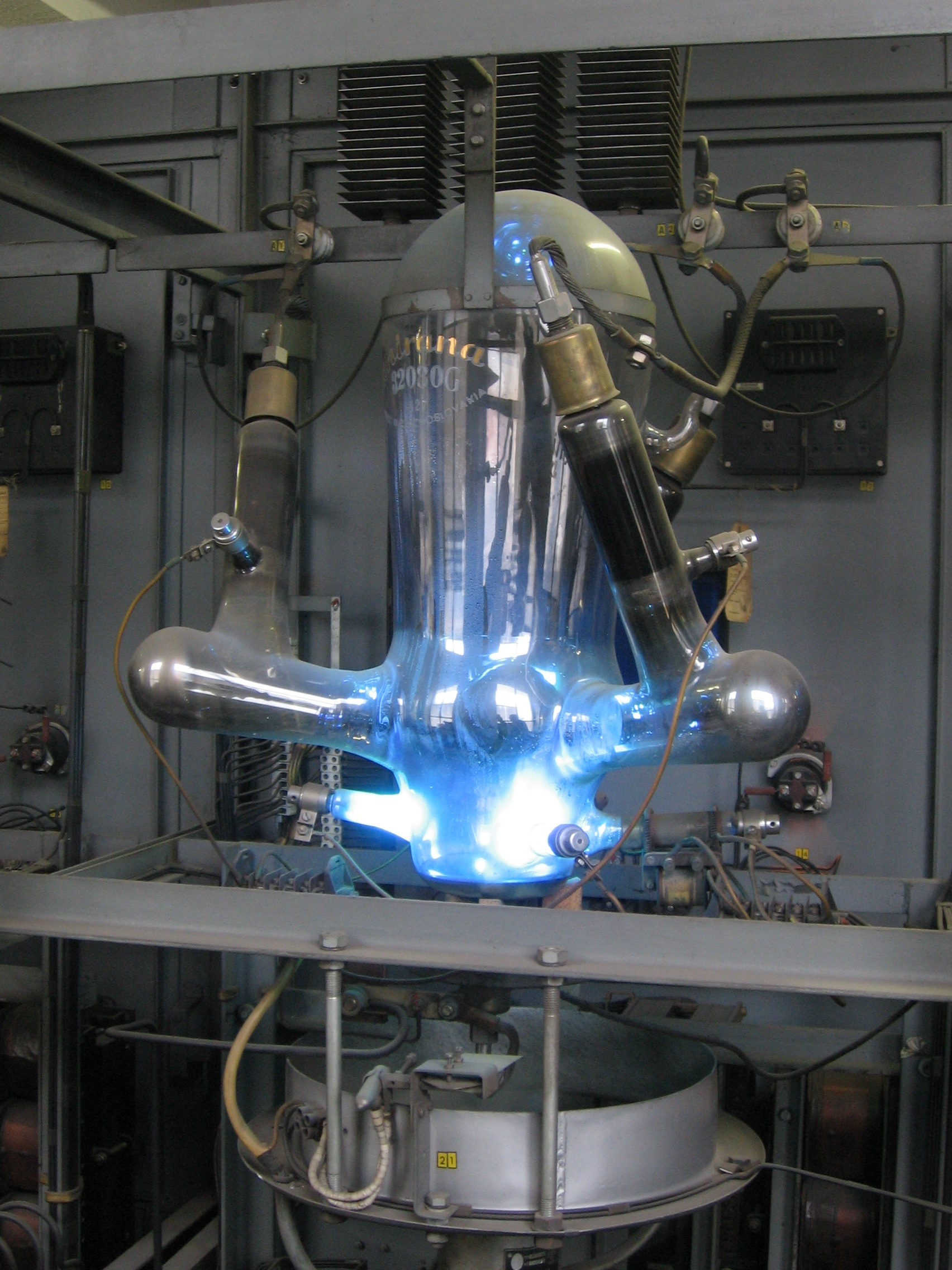
In Betrieb befindlicher Quecksilberdampfgleichrichter. Die blaue Leuchterscheinung ist der sogenannte Kathodenfleck.

Ein Quecksilberdampfgleichrichter ist eine historische Bauform einer Gasentladungsröhre, welche als Gleichrichter betrieben wird und zugeführten Wechselstrom oder Dreiphasenwechselstrom in Gleichstrom umwandelt. Der Quecksilberdampfgleichrichter wurde von Peter Cooper-Hewitt 1902 entwickelt und großflächig bis Anfang der 1970er in der Industrie eingesetzt. Der Anwendungsbereich umfasste den Bereich der elektrischen Energietechnik wie beispielsweise die Versorgung von mit Gleichstrom betriebenen Straßenbahnen.

## Historisches
Quecksilberdampfgleichrichter wurden bis in die 1970er Jahre für die Erzeugung von Gleichstrom bei höherer Spannung verwendet, z. B. Stromrichter zur Energieversorgung von Straßenbahnen und S-Bahnen, für die Spannungsversorgung der Röhren-Endstufen von Großsendern, für die Erzeugung der Gleichspannung in Aluminiumhütten. Für steuerbare Antriebe von Maschinen wurden Phasenanschnittssteuerungen mit gesteuerten Quecksilberdampf-Gleichrichtern verwendet, diese wurden je nach Aufbau als Ignitron oder Thyratron bezeichnet.
Seit den 1960er Jahren wurden Quecksilberdampf-Gleichrichter und -Thyratrons von Siliziumgleichrichtern, Thyristoren und Insulated Gate Bipolar Transistors (IGBT) verdrängt, die in jeder Hinsicht vorteilhaft sind: Geringere Durchlassspannung, kleineres Volumen, nicht zerbrechlich, ungiftig. Die letzte Domäne der Quecksilberdampfgleichrichter war die Hochspannungs-Gleichstrom-Übertragung (HGÜ) bis 1975.

## Aufbau

### Glaskolben

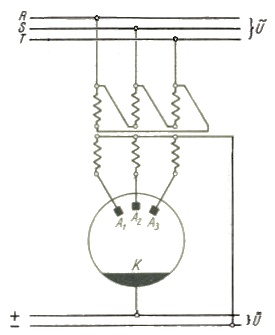
Gleichrichter mit drei Anoden und externem Drehstromtransformator

Ein Quecksilberdampfgleichrichter kleiner bis mittlerer Leistung besteht aus einem Glaskolben, in dem unten als Kathode ein Quecksilbersee steht. Darüber wölbt sich ein Glasdom, an dessen Innenwand das im Betrieb verdampfende Quecksilber wieder kondensiert und nach unten abfließt. Knapp über dem Quecksilbersee sind Heizelektroden angebracht, um etwas Quecksilber zu verdampfen und den Gleichrichter startbereit zu machen. Seitlich sind gläserne Fortsätze angeschmolzen, die Armen gleichen und an ihren Enden Graphitelektroden als Anoden tragen. Ihre Anzahl richtet sich nach dem Einsatzzweck: Soll Gleichstrom aus Wechselstrom erzeugt werden, so kommen ein oder zwei „Arme“ zum Einsatz, je nachdem, ob eine oder beide Halbwellen des Wechselstroms genutzt werden sollen. Bei Dreiphasenwechselstrom sind es drei oder sechs „Arme“. Sechs „Arme“ werden eingesetzt, um die Restwelligkeit der resultierenden Spannung zu reduzieren (Sechspulsschaltung). Bei der sechsphasigen Anordnung werden die drei Sekundärwicklungen eines Dreiphasenwechselstrom-Transformators durch Halbierung in je zwei Teile zerlegt, die Mittelpunktanschlüsse der Sekundärwicklungen sind verbunden und bilden den negativen Gleichspannungsanschluss, während die Kathode des Gleichrichters den positiven Anschluss darstellt. 

### Metallgehäuse
Für größere Leistung wird der Quecksilberdampfgleichrichter in einem Metallgehäuse aus Eisen ausgeführt, und die elektrischen Durchführungen mit Glas oder Keramik zur Isolierung realisiert. Der Metalltank erlaubt höhere Betriebstemperaturen und eine leichtere Wärmeabführung bei sonst ähnlichen Aufbau wie der Glaskolben. Quecksilberdampfgleichrichter im Metallgehäuse weisen meist eine zusätzliche und extern angebrachte Vakuumpumpe auf, welche den niederen Innendruck im Metallbehälter sicherstellt. Anwendungsbereiche von Quecksilberdampfgleichrichter in einem Metallgehäusen waren die Gleichstromversorgung von elektrischen Bahnen und netzgeführte Hochspannungs-Gleichstrom-Übertragungen (HGÜ)s.

## Funktionsweise

### Prinzip

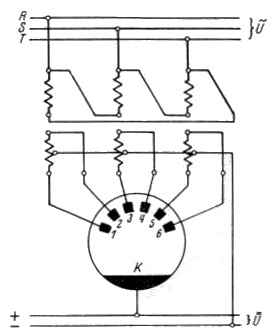
Gleichrichter mit sechs Anoden und externem Drehstromtransformator mit Mittelpunktanzapfungen auf der Sekundärseite

Quecksilberdampfgleichrichter zählen zu der Untergruppe der Elektronenröhren mit Quecksilberkathode und sind als solche eine spezielle Form der Kaltkathodenröhren.
Elektronenquelle ist bei diesem Röhrentyp der Fußpunkt des im Betrieb stehenden Quecksilberdampf-Lichtbogens, der sogenannte Kathodenfleck (auch Plasma-Kathode genannt). Die auf die Kathode mit hoher kinetischer Energie zuströmenden positiven Quecksilberionen bilden im Bereich vor dem Kathodenfleck eine konzentrierte Raumladung und ein starkes elektrisches Feld, welches in Verbindung mit den kinetischen Stößen der Ionen vermehrt Elektronen aus dem flüssigen Quecksilber (Kathode) emittieren lässt. Durch spezielle konstruktive Maßnahmen wie abgewinkelte Anodenarme muss dabei sichergestellt werden, dass keine Quecksilbertröpfchen direkt zu den Anodenschlüssen gelangen können. Wäre dies der Fall, käme es durch die Quecksilberionen vor der Anode zu sogenannten Rückzündungen zwischen Anode und Kathode oder zwischen benachbarten Anoden.
Zum Aufbau des Ionenstromes (Lichtbogen) ist ein Zündvorgang notwendig. Einanodengleichrichter müssen in jeder Periode neu gezündet werden, bei Mehranodengleichrichtern springt der Lichtbogen von einer Anode zur nächsten.
Überschüssiger Quecksilberdampf kondensiert im Betrieb im Kolbendom, so dass sich im Kolben ein stabiles Gleichgewicht zwischen flüssigem Quecksilber und dem Quecksilberdampf einstellt.

### Startvorgang
Ein Quecksilberdampfgleichrichter muss ähnlich einer Leuchtstofflampe gestartet werden. Dies geschieht durch eine Starterelektrode, die knapp über dem Quecksilbersee angebracht ist. Zum Starten wird die Elektrode unter Spannung gesetzt und in das Quecksilber eingetaucht (z. B. durch einen Elektromagneten oder durch Neigen des Glaskolbens). Sobald sie den Kontakt mit dem Quecksilber verliert, bildet sich ein Funke, wodurch der Quecksilberdampf ionisiert wird und der Hauptstrom zu den Anoden fließen kann. Sobald der Gleichrichter arbeitet, werden aus der Quecksilberkathode laufend genügend Ionen nachgeliefert, um die Raumladung im Bereich des Kathodenflecks zu erhalten. Die Starterelektrode wird bei Mehranodengleichrichtern dann nicht mehr gebraucht.
Bei Quecksilberdampfgleichrichtern, die mit kleinen Lastströmen arbeiten, besteht die Gefahr, dass die Gasentladung und damit der Kathodenfleck erlischt. Um das zu vermeiden, wird durch eine Hilfseinrichtung eine Hilfsentladung und damit der Kathodenfleck aufrechterhalten. Sie besteht aus einer kurzgeschlossenen M2-Gleichrichterschaltung, deren Wechselstrom induktiv begrenzt wird. Diese Hilfseinrichtung ist auch bei Einanodengefäßen notwendig.

### Betrieb
Durch die fortwährenden Entladungen im Inneren des Glaskolbens entsteht Wärme, die dafür sorgt, dass das Quecksilber fortwährend verdampft. Verdampftes Quecksilber schlägt sich an dem Glasdom nieder, kondensiert und fließt in den See zurück. Es herrscht also eine leicht ionisierbare Quecksilberatmosphäre.
Wenn von außen eine Gleichspannung so angelegt wird, sodass die Kathode eine negative Spannung gegenüber der Anode hat, entsteht an der Kathode (Quecksilbersee) ein Elektronendruck/Elektronenüberschuss. Die Elektronen ionisieren die Quecksilberatmosphäre und wandern zur Anode, die gerade positiv geladen ist. Damit kann in dem äußeren Stromkreis ein Strom fließen. Dabei emittieren die Quecksilberatome ein bläuliches Licht.
Wenn die Gleichspannung umgekehrt angelegt wird, fließt in die Gegenrichtung und bzw. zwischen den Anoden kaum Strom, da sie durch ihre Passivierung wenig geneigt sind, Elektronen abzugeben, wogegen diese aus dem Quecksilbersee leichter austreten. Also wirkt die Anordnung als Gleichrichter.
Bei steuerbaren Quecksilberdampfgleichrichtern ist zur Erzielung einer Entladung eine positive Spannung an der Steuerelektrode (als Gitter bezeichnet) nötig. Nach der Zündung kann der Stromfluss durch den Quecksilberdampfgleichrichter nicht mehr mit Hilfe des Gitters kontrolliert werden – er fließt bis zum Nulldurchgang des Wechselstroms und wird kurz nach Beginn der nächsten Halbwelle neu gezündet. Auf diese Weise kann der Strom (wie bei einem Thyristor) nur ein-, nicht aber ausgeschaltet werden.

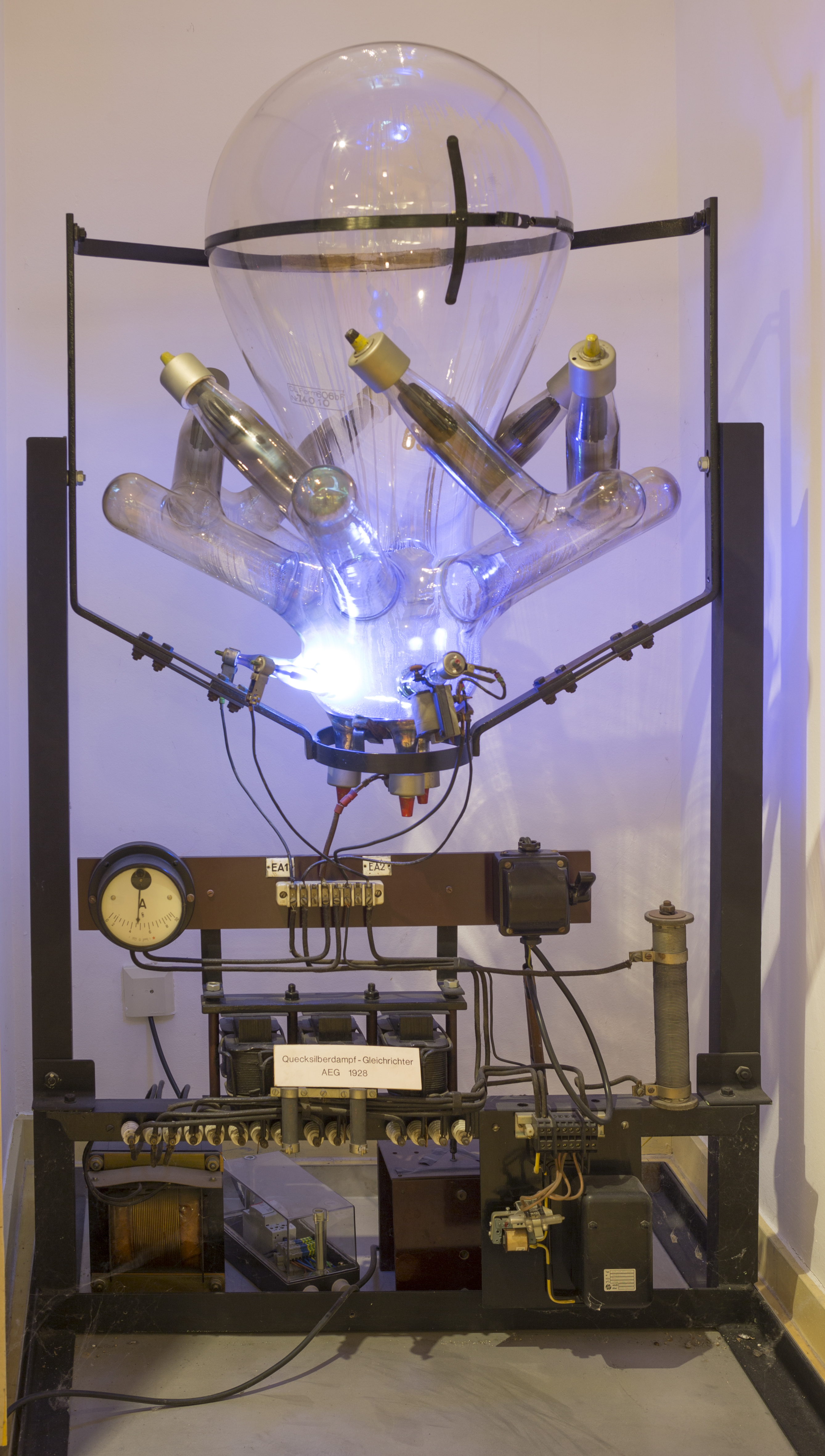
Quecksilberdampfgleichrichter mit sechs Anoden der Bayerischen Zugspitzbahn
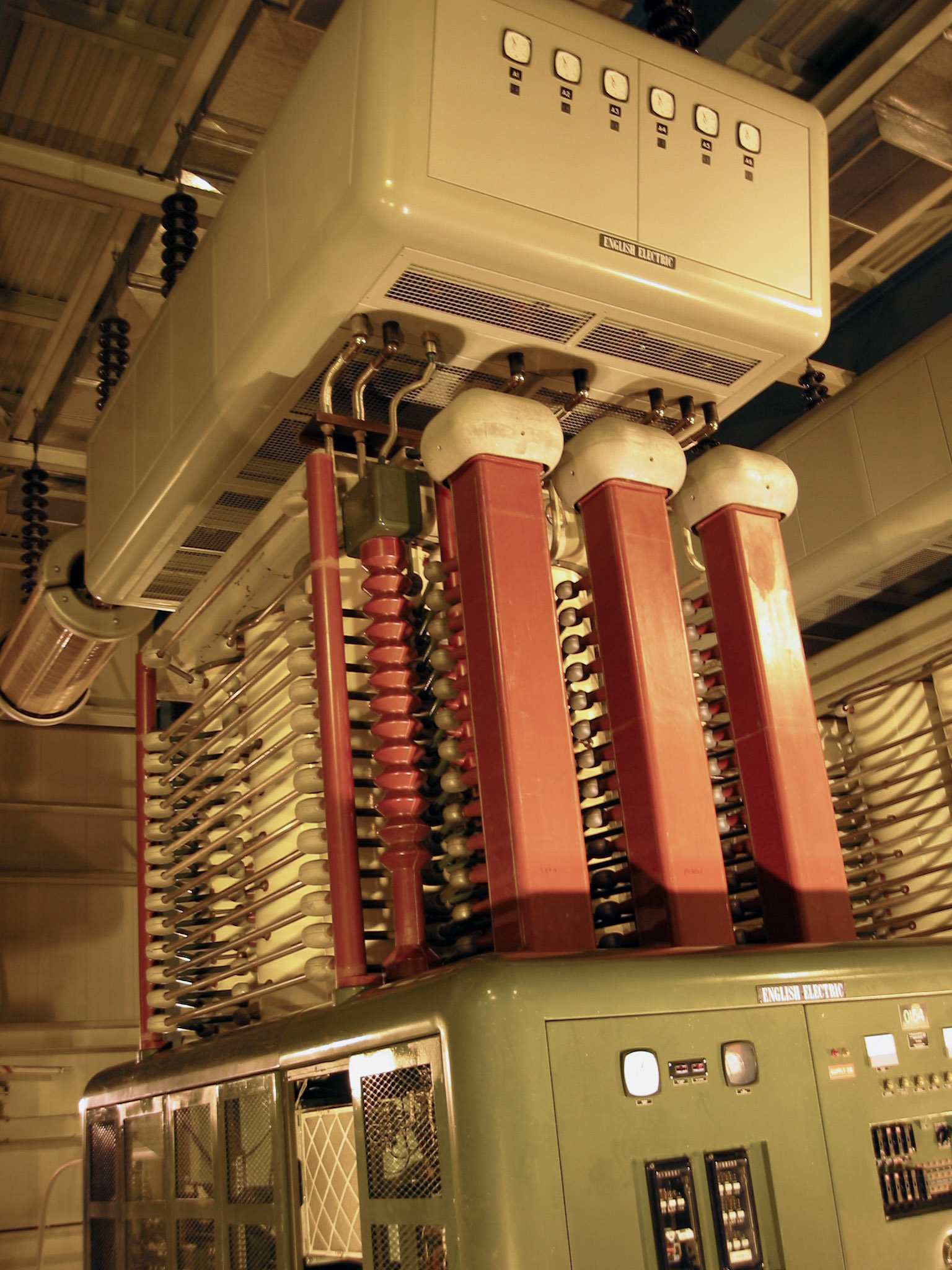
Quecksilberdampfgleichrichter der HGÜ Nelson River (Sperrspannung: 150 kV, maximaler Strom: 1800 A)
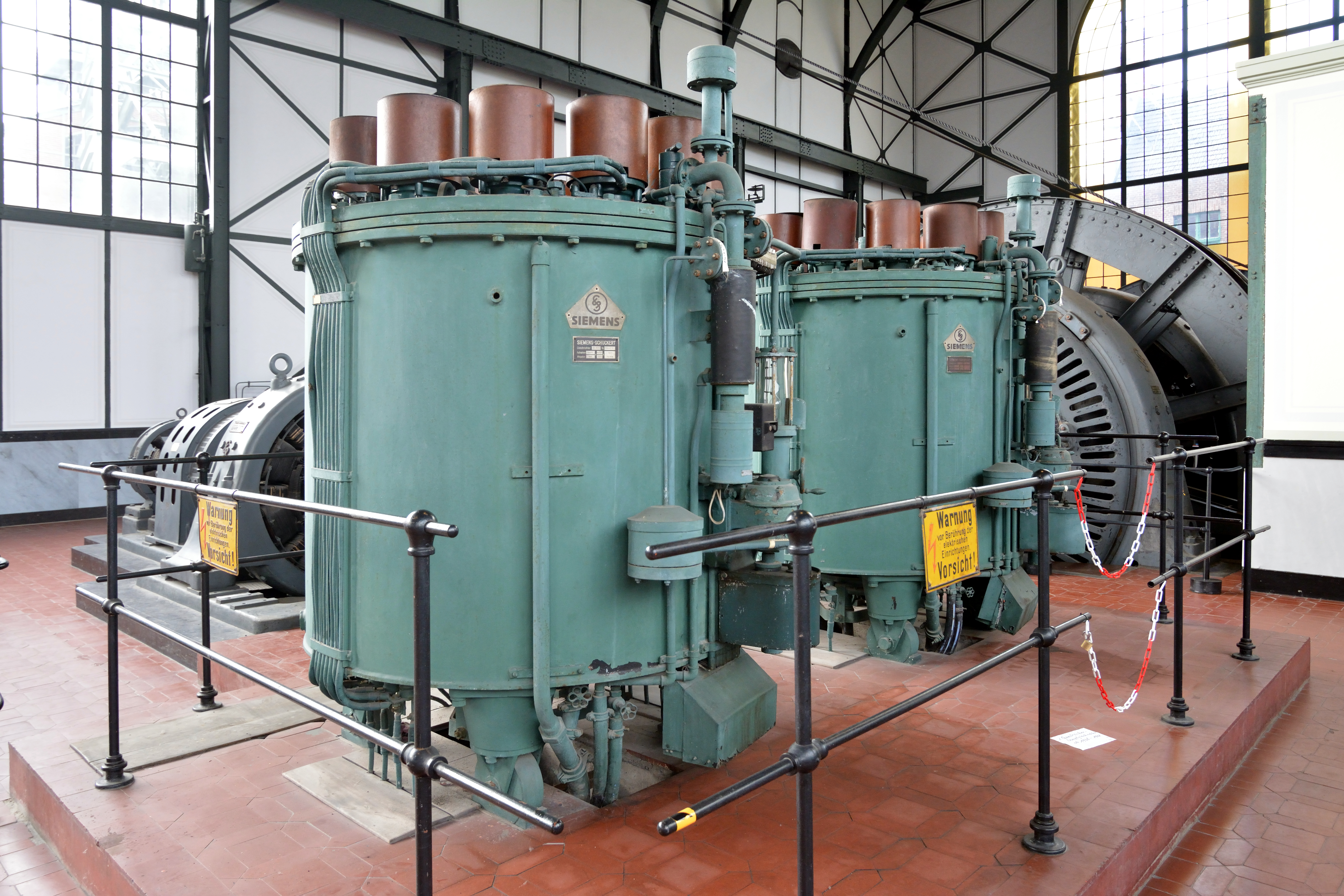
Quecksilberdampfgleichrichter mit Metallgehäuse von Siemens, für 560 V, 1330 A
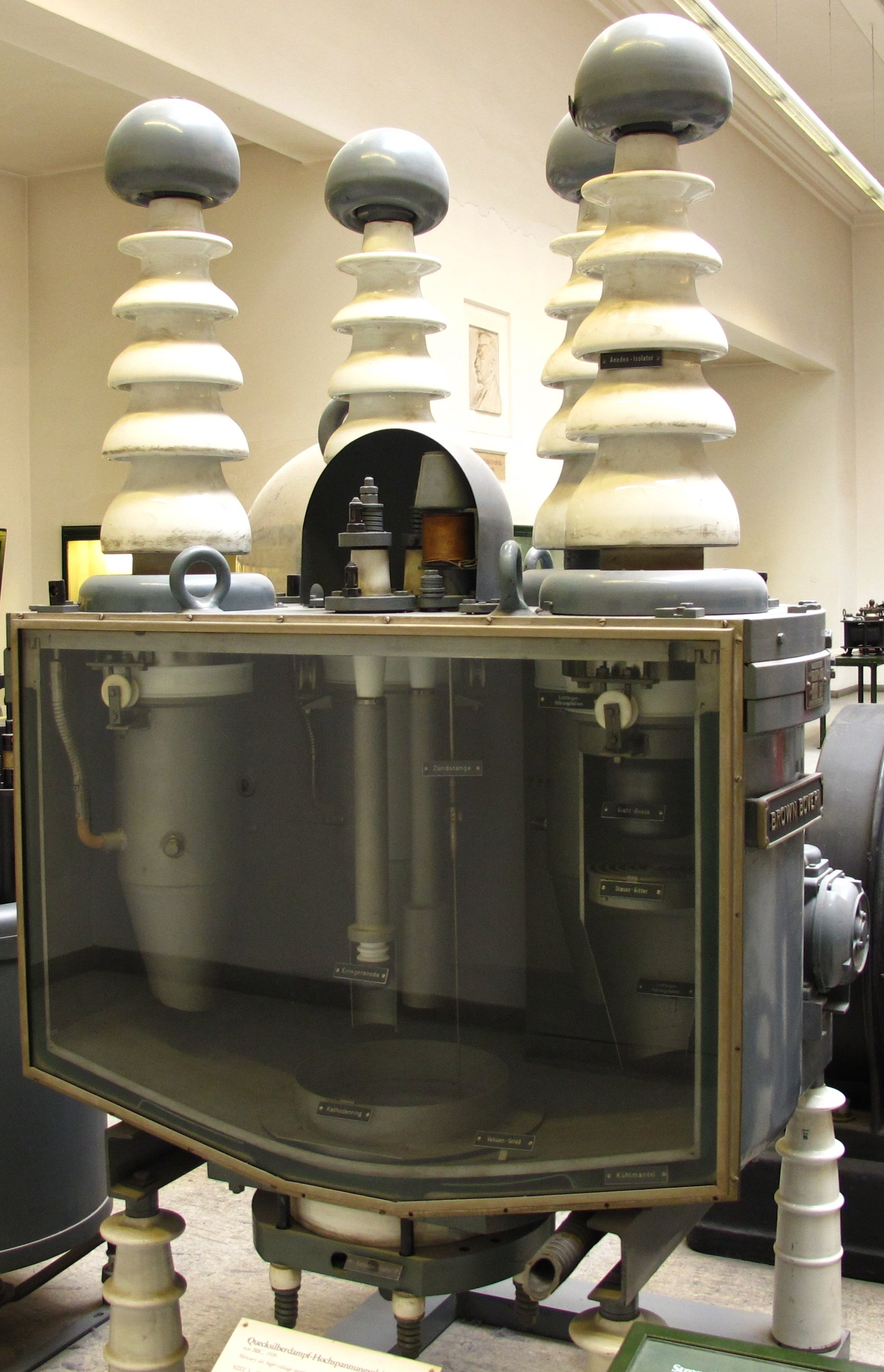
Schnittmodell eines Quecksilberdampfgleichrichter mit Metallgehäuse

## Wirkungsgrad
Fast unabhängig vom Anodenstrom beträgt der Spannungsabfall zwischen Anode und Kathode, die sogenannte Brennspannung, etwa 12 V. Das bedeutet bei einer Stromstärke von 500 A eine Verlustleistung von 6000 W, die durch Wasserkühlung abgeführt werden muss. Bei geringeren Strömen kann Luftkühlung genügen.
Dieser vergleichsweise sehr hohe Verlust bedeutet geringen Wirkungsgrad und konnte nur bei Hochspannungsanlagen (über etwa 100 V) toleriert werden, nicht aber bei Kleinspannungen wie in Ladegeräten. Dort wurden stattdessen Tungar-Röhren oder mechanische Umformer eingesetzt, bei höheren Spannungen und geringen Strömen auch Röhrendioden. Die Erfindung der Halbleitergleichrichter mit erheblich geringeren Spannungsabfällen (etwa 1 V) und damit erheblich besseren Wirkungsgraden verdrängte die Quecksilberdampfgleichrichter in kürzester Zeit.

## Besonderheit
Durch die elektrische Anregung des Quecksilbers und seine Eigenschaft, sichtbares Licht zu emittieren, leuchtet und blinkt ein laufender Quecksilberdampfgleichrichter in hellblauem Licht, welches wie eine Leuchtstofflampe einen hohen Anteil an Ultraviolettstrahlung (UV) aufweist. Dabei kann man an der Oberfläche des Quecksilbersees den Kathodenfleck als wandernden, grün leuchtenden Fleck beobachten. An dieser Stelle tritt der Elektronenstrom aus dem Metall aus.

## Sonstiges
Die größten jemals eingesetzten Quecksilberdampfgleichrichter wurden beim Nelson-River-Bipol eingesetzt.
Steuerbare Typen von Quecksilberdampfgleichrichtern sind das Thyratron, das Ignitron und das Excitron.
Für das Laden von Akkumulatoren verwendete man andere Arten von Gleichrichtern, unter anderem die sog. „Tungar-Röhren“, die in der Lage waren, bei den relativ geringen Ladespannungen (z. B. 12 Volt) den erforderlichen Strom zu liefern.

## Populärkultur
In einigen Frankenstein-Filmen werden mehranodige Quecksilberdampfgleichrichter gezeigt.